# Pulszky Ferenc

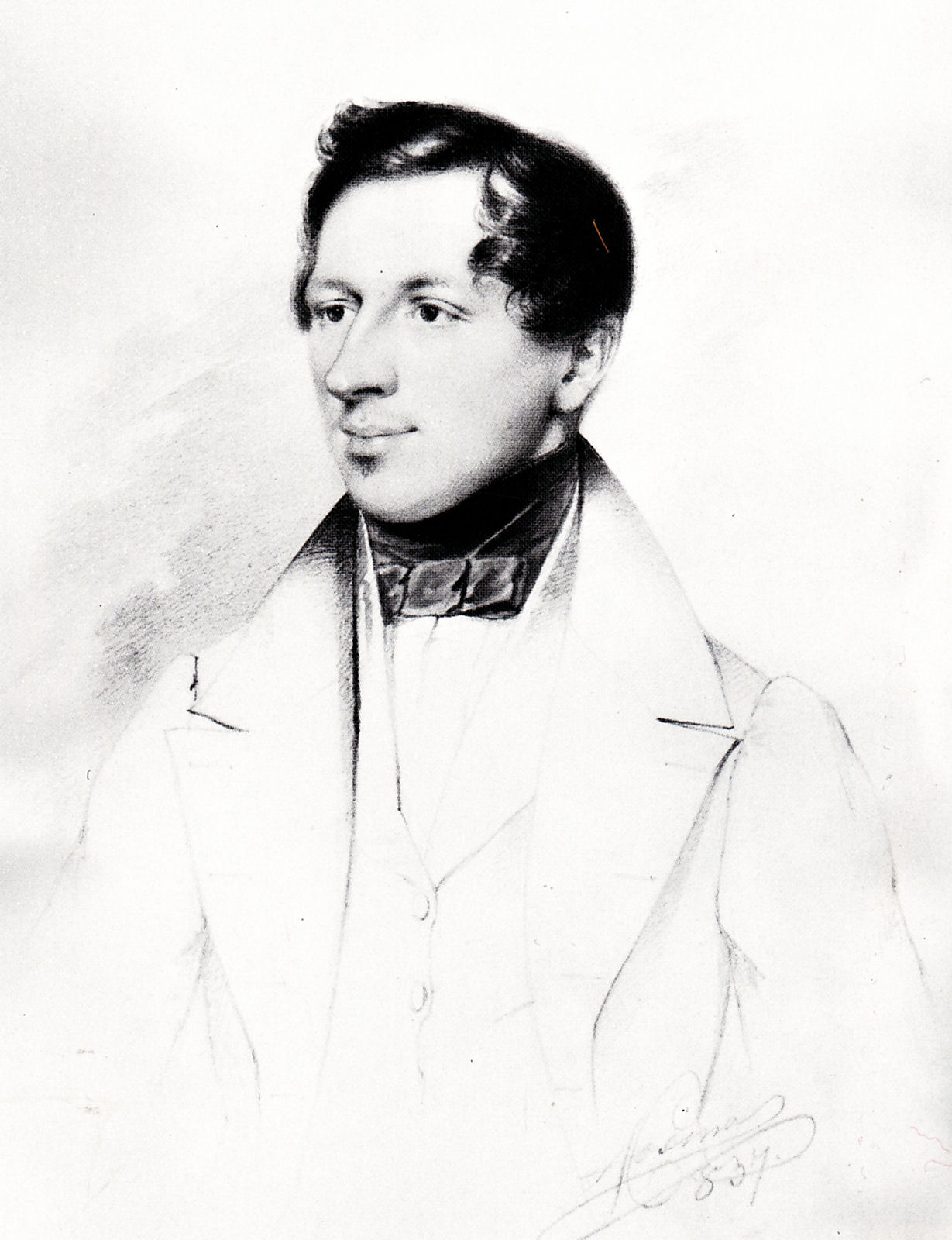
Pulszky Ferenc 1837-ben (Kozina Sándor rajza)

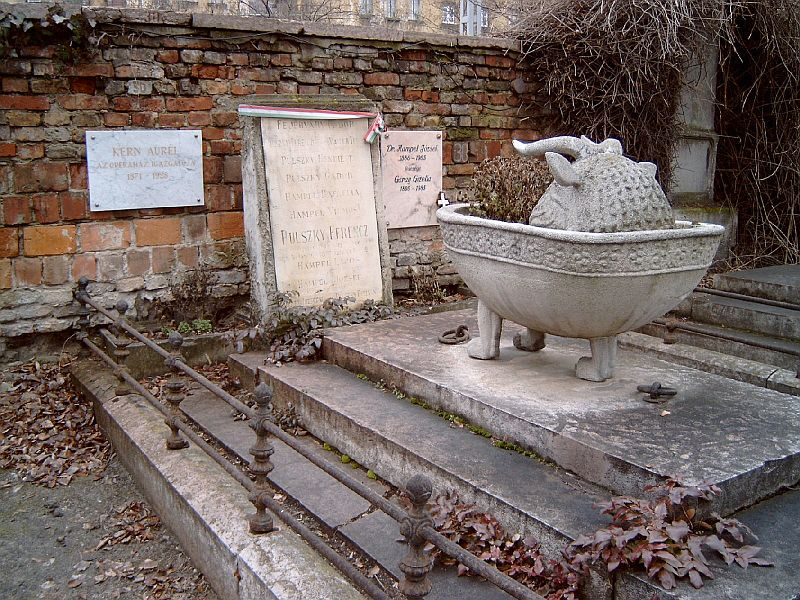
Pulszky Ferenc sírja Budapesten. Kerepesi temető: J. 30. Szobrász: Donáth Gyula

Cselfalvi és lubóczi Pulszky Ferenc Aurél Emánuel (Eperjes, 1814. szeptember 17. – Budapest, 1897. szeptember 9.) magyar politikus, régész és műgyűjtő, az MTA tagja.

## Élete és munkássága
A jómódú köznemesi származású cselfalvi Pulszky család sarja. Édesapja cselfalvi és lubóczi Pulszky Károly Emmanuel (1756-1841), Sáros vármegyei táblabíró, édesanyja komlóskeresztesi Fejérváry Apollónia. Édesapja 1800. február 5.-én I. Ferenc magyar királytól szerzett birtokadományt és a "lubóczi" nemesi előnév adományozásában részesült, amelyet onnantól a "cselfalvi" mögé írt. Pulszky Ferenc, a tanulmányait Miskolcon, majd Eperjesen kezdte, diplomáját a Pesti Egyetem jogi karán szerezte. Még Eperjesen, életre szóló barátságot kötött Eötvös Józseffel, a későbbi vallás- és közoktatási miniszterrel.
Fiatalkorában nagy hatással volt rá anyai nagybátyja Fejérváry Gábor (1780–1851), akivel többször beutazta Európát. A nagybácsi vonzódása a régiségek, műgyűjtés iránt átragadt a fiatal Pulszkyra is.
Az utazások után joggyakornok volt a pozsonyi országgyűlés mellett, ahol megismerkedett a reformkor jelentős alakjaival, így Deákkal, Kölcseyvel. Pesten kapcsolatba került olyan irodalmi nagyságokkal, mint Vörösmarty, Bajza vagy Czuczor. 1834-ben Az ügyvédi vizsga letétele után Sáros vármegye aljegyzője volt. 1837-ben újabb utazást tett nagybátyjával Nyugat-Európában. 1839-től Sáros vármegye követe az országgyűlésben.
1844-ben feleségül vette egy bécsi bankár lányát, Walter Teréziát [1819–1866], akitől több gyermeke is született (így Ágost [1846–1901], Gábor Károly [1847–1866], Gyula/Giulio Sándor [1849–1863], Harriet/Henrietta [1850-1866], Károly [1853–1899], Polixénia [1857–1921] és Garibaldi [1861–1926]). 1886-ban feleségül vette Geszner Róza Teréziát [?–1939], aki Pulszky haláláig házastársa volt.
Mielőtt államtitkár lett, 1848. március 24-től április 20-ig az ideiglenes rendőri bizottmány tagja volt. Az első felelős kormányban előbb Kossuth mellett pénzügyi (1848. április 29 – május 3), majd Esterházy Pál, a király személye körüli miniszter mellett államtitkár volt Bécsben 1848 október közepéig, egyúttal államtitkárként szeptember 9-ig a király személye körüli minisztérium adminisztratív vezetője is. Szeptember 9-től október közepéig a király személye körüli minisztérium vezetője volt. Felmentése után visszatért Pestre, ahol a Honvédelmi Bizottmány földmívelés-, ipar és kereskedelmi ügyekkel megbízott tagja volt december 31-ig. Bár Pulszky emlékiratai úgy őrzik ennek az időszaknak az emlékét, hogy Kossuth küldte 1849-ben Londonba, valójában menekülőként hagyta el az országot, először Párizsba menve, majd onnan Teleki László irányításával Londonba. Teleki László később hivatalos megbízást is kieszközölt Pulszky számára, hátha támogatókat tud szerezni a magyar függetlenségnek. Ez a küldetése ugyan sikertelen volt, de fontos szerepet játszott az emigráns magyarok támogatásában. 1851-1852-ben, miután Kossuth elhagyta Törökországot, csatlakozott hozzá és elkísérte európai, illetve amerikai körútján. Kapcsolatuk az 1860-as években romlott meg, miután Pulszky egyre inkább hajlott a magyarországi kiegyezés támogatására.
Az 1861-es választásokon Sáros vármegyében képviselőnek választották, de ekkor még nem léphetett magyar földre. Eötvös közbenjárására végül 1866-ban Pulszky is hazatérhetett Magyarországra, azzal a feltétellel, hogy nem akadályozza a kiegyezés folyamatát. A feltételt megtartotta, sőt támogatta is Deák politikáját az országgyűlésben, előbb Szentes, majd Szécsény követeként.
Tevékenyen részt vett az Esterházy-képtár és több más külföldi gyűjtemény állami megvásárlásának előmozdításában. Ezen gyűjteményekből jött létre az 1870-es években (Pulszky egyik barátjának, Ráth Györgynek a vezetése alatt álló) Iparművészeti, majd az 1880-as években a Szépművészeti Múzeum jogelődje, az Országos Képtár (melynek igazgatója Pulszky fia, Károly volt).
Maga Pulszky Ferenc, akit a dualizmus kultúrpápájának is neveznek, 1869-től 25 éven át a Nemzeti Múzeum igazgatója volt. Nyugdíjazása után, 1872-től a magyarországi múzeumok és könyvtárak országos főfelügyelője lett. Emellett számos egyéb társaságnál volt vezető (Régészeti Társaság, Országos Magyar Képzőművészeti Társulat) vagy tag (Kisfaludy Társaság, Petőfi Társaság).
A Magyar Tudományos Akadémia előbb levelező (1838), majd rendes (1840), illetve tiszteleti tagja (1841), később igazgató tagja (1873-tól), 1886–1895 között osztályelnöke, végül pedig másodelnöke volt (1895-től haláláig).

## Szabadkőműves pályafutása

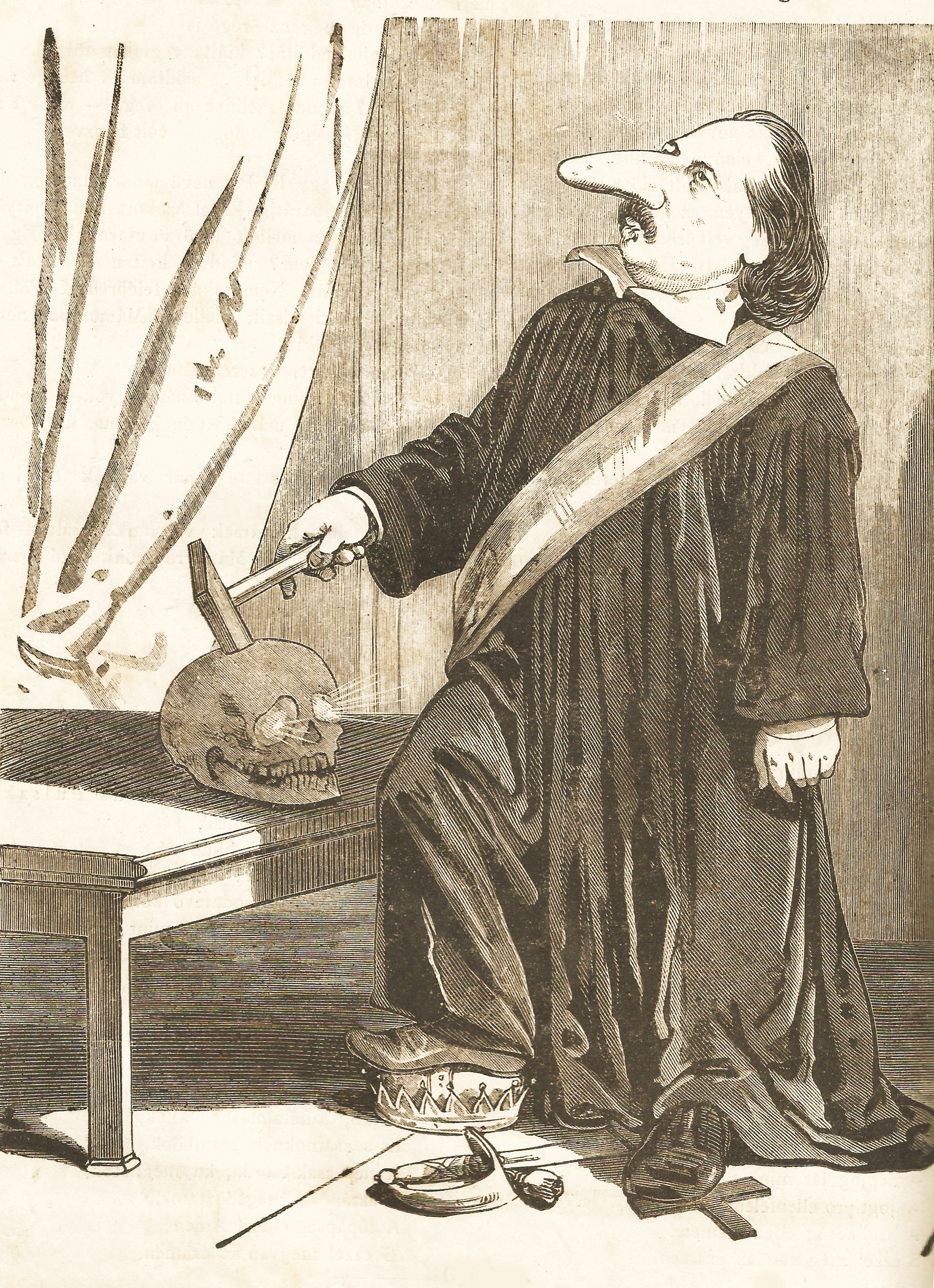
Szabadkőműves nagymesterkénti ábrázolása - Jankó János karikatúrája

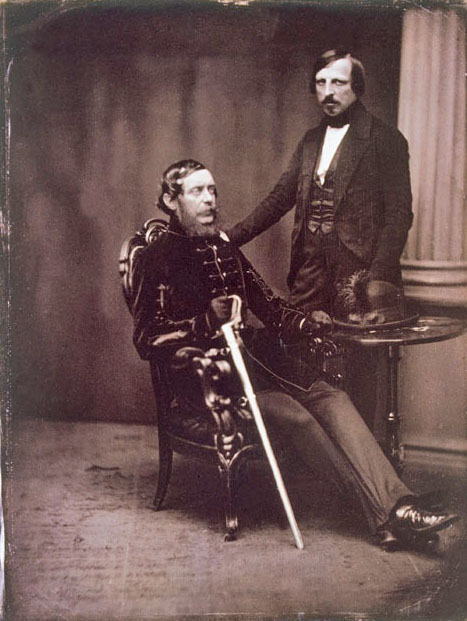
Kossuth és Pulszky Ferenc 1852-ben Bostonban, dagerrotípia, egészlemez, egy sztereopár egyik fele

Feltehetőleg nagybátyjától és pártfogójától, a szabadgondolkozó Fejérváry Gábortól nyerte az első indíttatást a szabadkőművesség felé vezető útján. Az olasz „Dante Alighieri” nevű páholy vette fel emigrációja alatt 1862-63 körül Torinóban és páholytagsága is segítette széles körű nemzetközi kapcsolatrendszerének kiépítést, többek között Garibaldival és Bakunyinnal. Hamarosan elérte a skót rítus 33. fokát, hazatérése után itthon részt vett a szabadkőművesség újjáélesztésében.
1868-ban az „Einigkeit in Vaterland” (Egység a hazában) angol orientációjú páholy főmestere lett, később megválasztották a „Szent István” páholy örökös tiszteletbeli főmesterének. Az 1870. január 30-án létrejött „Magyarországi Jánosrendi Nagy-páholy” első nagymestere lett, majd az 1886-ban a két nagypáholy (a jánosrendi és Magyarország Nagy-Oriense) egyesülésével létrejött „Magyarországi Symbolikus Nagypáholy” első nagymesterévé vált..
A magyarországi szabadkőművességen belül primátusa és tekintélye megkérdőjelezhetetlen volt, valóságos kultusz alakult ki körülötte, 15 jánosrendi páholynak volt tiszteleti tagja, a „3 világgolyóhoz” címzett nagy német anyapáholynak a képviselője, s a Bayreuthi Nagypáholynak is tiszteleti tagja volt.
1875-ben támogatta Hadik-Barkóczy Ilona felvételét az ungvári Egyenlőség páholyba (Magyarország Nagy-Oriense), ezért egy évig nem lehetett nagymester a Jánosrendi Nagypáholyban.

## Főbb művei
- Aus dem Tagebuche eines in Grossbritannien reisenden Ungarn (Pest, 1837) – Nagy-Britanniai útleírás
- Töredékes észrevételek a Dunaszbályozás s keleti kérdés iránt; Schid Ny., Pozsony, 1840
- Actenstücke zur Geschichte des ungarischen Schutzvereines; Brockhaus, Leipzig, 1847
- The Jacobins in Hungary; or The Conspiracy of the Abbot. A Tale of Austrian Opression, 1-2.; Colburn, London, 1851
- Die Jacobiner in Ungarn oder Die Verschwörung des Abts. Originalroman, 1-3.; Verlags–Comptoir, Grimma–Leipzig, 1851 (Europäische Bibliothek der neuen belletristischen Literatur VI.)
- Francis Pulszky–Theresa Pulszky: White, red, black. Sketches of American society in the United States during the visit of their guests, 1-3.; Trübner et Co., London, 1853 – feleségével közösen kiadott naplójegyzetek az amerikai utazásról
- Francis Pulszky–Theresa Pulszky: Weiss, roth, schwarz. Skizzen aus der amerikanischen Gesellschaft in den Vereinigten Staaten; Fischer, Kassel, 1853
- The tricolor on the atlas; or Algeria and the French conquest; németről angolra ford. Moritz Wagner; Nelson, London–Edinburgh–New York, 1854
- A magyar jacobinusok. Történeti regény, 1-2.; németről ford. Beniczky Emil; Engel-Mandello, Pest, 1862
- Francis Pulski: Un drame en Hongrie; franciára ford. Amédée Pichot; Michel Lévy Freéres, Paris, 1862
- Pulszky Teréz–Pulszky Ágost–Pulszky Ferenc: Regék Olaszföldről; Emich, Pest, 1866
- A magyarországi avar leletekről (Bp., 1874)
- Franz Deák. Ein Charakterskizze; németről ford. Neugebauer László; Wigand, Leipzig, 1876
- Die Krise; Rautmann, Bp., 1878
- A polgárdi ezüst triposz 1879
- A kelta uralom emlékei Magyarországban 1879
- Eszmék Magyarország története philosophiájához (Bp., 1880) Online
- Életem és korom, 1-4.; Ráth, Bp., 1880-1882
- Meine Zeit, mein Leben, 1-4.; Druck Wigand, Stampfel, Pressburg–Leipzig, 1880-1883
- Martinovics és társai (Bp., 1882)
- Felsülés. Vígjáték; Athenaeum, Bp., 1882
- A rézkor Magyarországban (Bp., 1883)
- Számkivetés alatt Olaszországban; Ráth, Bp., 1887
- Publicistikai dolgozatok; Gross, Győr 1888 (Egyetemes könyvtár)
- Ábránd és valóság, 1-3.; Aigner, Bp., 1888
  - 1. Mese a csillagfiról és a királyfiról
  - 2. Jellemrajzok Eötvös, Széchenyi, Deák, Dessewffy Aurél
  - 3. Úti-vázlatok / Visszaemlékezések
- Tanulmányok a népvándorlás korának emlékeiről. I-II. (Bp., 1888-89)
- A magyar pogány sirleletek (Bp., 1891)
- Magyarország archeológiája (I-II., Bp., 1897-98)
- Pulszky Ferencz kisebb dolgozatai (Bp., 1914) (A Magyar Tudományos Akadémia Könyvkiadó Vállalata)
- Életem és korom, 1-2.; sajtó alá rend., bev., jegyz. Oltványi Ambrus; Szépirodalmi, Bp., 1958 (Magyar századok)

## Regénye
A forradalom és szabadságharc leverése után Angliában írt és adott ki egy regényt a magyar jakobinusokról, amely először 1862-ben jelent meg Magyarországon Beniczky Emil fordításában.
Később a Franklin Társulat is kiadta a történeti regényt (1909-ben), melyhez Mikszáth Kálmán írt a szerzőről bevezetőt, s ebben szellemesen ezt írja: "Pulszky Ferencz nem volt regényíró, vagy ha volt, csak annyira volt, amennyire poéta például a hold. A hold ugyanis nem írt egyetlen verset se, hanem annyi versnek a megírására hangolta a költőket, hogy egy kis jóakarattal ő is költőnek vehető, mint ahogy tudóssá vált a bagoly, ott lévén folyton a Minerva lábainál."

## Festmények Pulszkyról
- Borsos József: Pulszky Ferenc arcképe (1841)
- Böhm, Wolfgang: Pulszky Ferenc képmása (1849) – megtekinthető a Magyar Nemzeti Múzeum Történeti Arcképcsarnokában